# Клан Чисхолм

Герб вождей клана Чисхолм

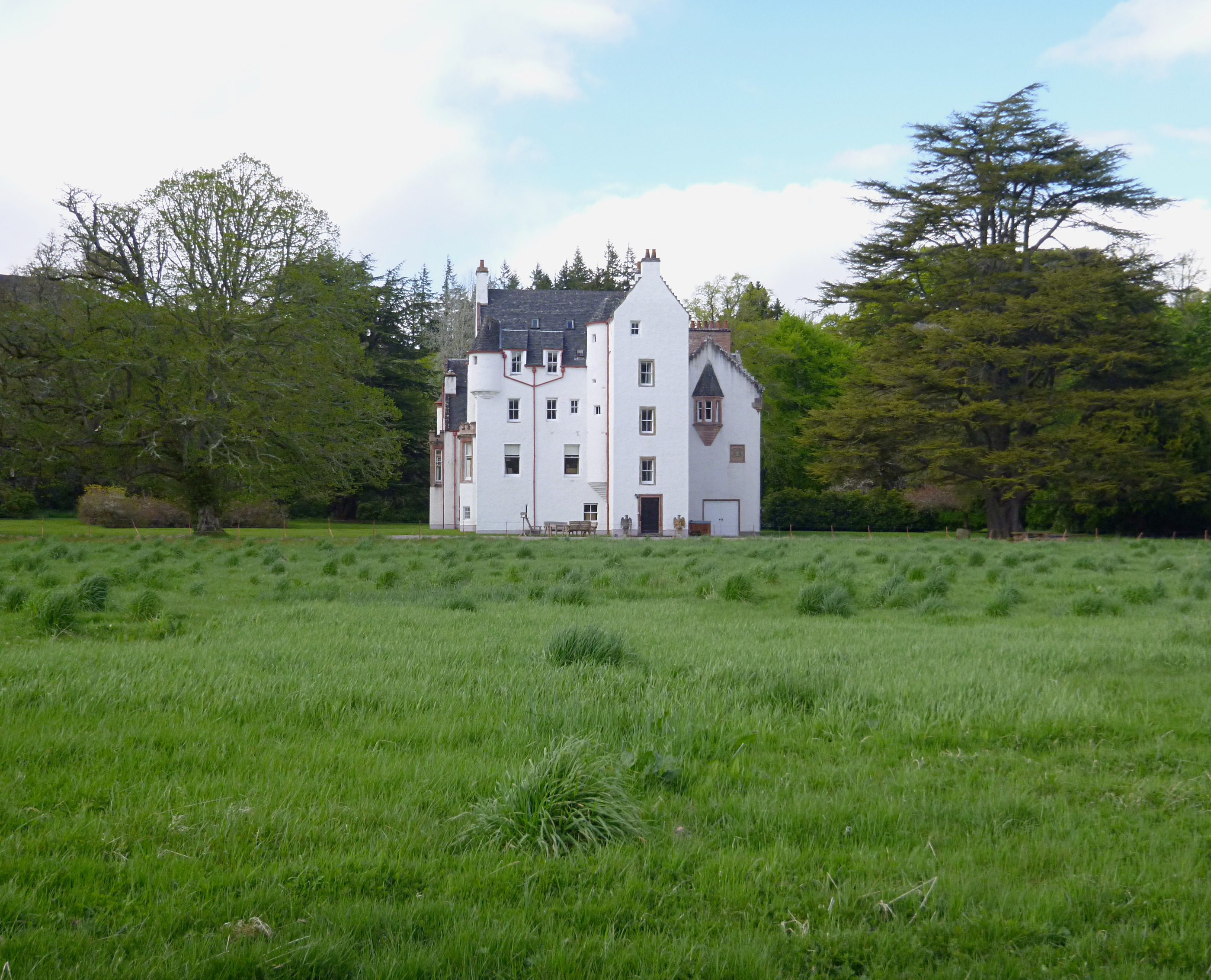
Замок Эрклесс, бывшая резиденция вождей клана Чисхолм

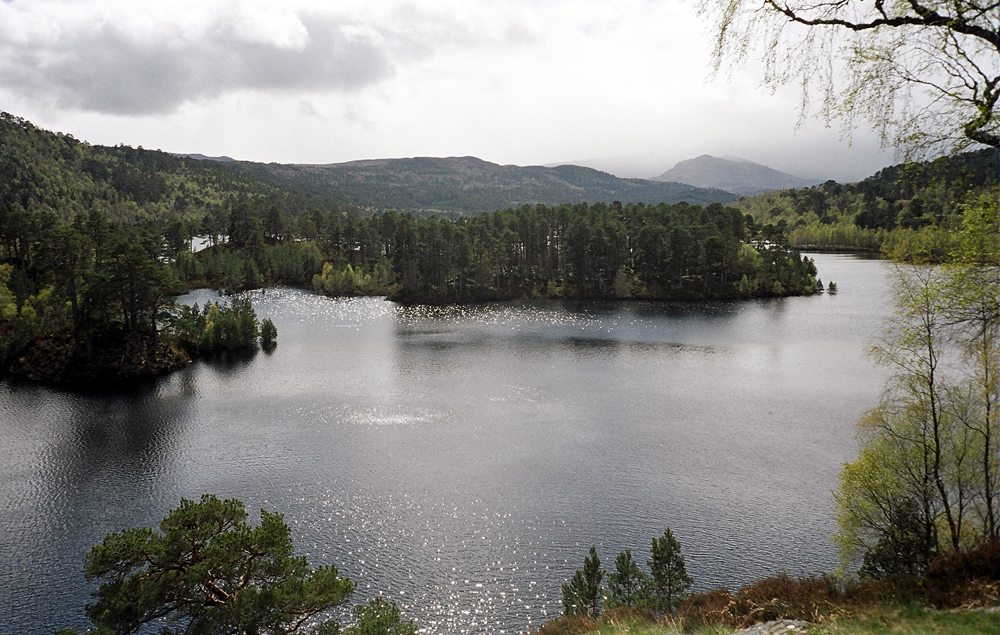
Глен-Аффрик, в бывших владениях клана Чисхолм

Клан Чисхолм  (шотл. гэл. Clan Chisholm) — один из кланов горной Шотландии (Хайленда).

## История клана Чисхолм

### ХІ — XIII века — Происхождение клана Чисхолм
Согласно взглядам и трудам шотландского историка XIX века Александра Маккензи, клан Чисхолм имеет нормандское и саксонское происхождение. Согласно исторической традиции, Чисхолмы (шотл. гэл. Chisholm) были нормандской аристократической семьей, которая переселилась в Англии после нормандского завоевания в 1066 году. Оригинальное название этого древнего рода была де Чиз (норм. — De Chese), к которой затем была добавлена саксонское название Холм вследствие династического брака между нормандским рыцарем и саксонской аристократки. Согласно историческим преданиям клана Коллинс и шотландской энциклопедии, клан Чисхолм был известен на шотландской границе со времен правления короля Александра III. Сначала название клана писалась как de Cheseholme. Название клана можно найти в документе, который вошел в историю как «Рагманские свитки» (шотл. гэл. Ragman Rolls) — там упоминается Ричард де Чисхолм, граф де Рокесбург (шотл. гэл. Richard de Chisholm del Counte de Rokesburgh) — указывается на резиденцию вождей клана в Роксбургшире.
Одним из древнейших предводителей клана, вошедший в исторические хроники, был Джон де Чесехелм (шотл. гэл. John de Chesehelme), который в 1254 году упоминается в булле папы римского Александра IV.

### XIV века — Война за независимость Шотландии
В конце XIII века Шотландия была завоевана Англией. Предводителей шотландских кланов заставили присягнуть на верность королю Англии Эдуарду I Длинноногому. Был составлен список главарей кланов, которые присягнули на верность королю Англии и подписали эту присягу. Этот список вошел в историю как документ «Рагманские свитки». В этом списке есть Ричард де Чесехелм.
Но вскоре шотландцы во главе с этими вожаками восстали против английского владычества. Среди повстанцев был и клан Чисхолм. Сэр Джон де Чесехелм возглавил клан в битве при Бэннокбёрне в 1314 году против англичан. Роберт Чисхолм воевал против англичан в битве при Невиллс-Кроссе в 1346 году, был взят в плен вместе с королем Шотландии Давидом II и, вероятно, никогда не был выпущен на свободу, даже тогда, когда через 11 лет его сюзерен вернулся в Шотландию. В 1359 году Роберт Чисхолм унаследовал титул и должность своего деда и стал констеблем важного замка Аркарт (шотл. гэл. Urquhart Castle), а затем был назначен шерифом Инвернесса и юстициарием Севера. Роберт Чисхолм был посвящен в рыцари королем Шотландии Давидом II Стюартом. Этот Роберт был последним Чисхолмом, который владел землями как в Северной и Южной Шотландии. Он разделил свои имения между детьми.
Сын Роберта — Александр Чисхолм женился на Маргарет, которая была наследницей земель Эрклесс (шотл. гэл. Erchless). Замок Эрклесс с того времени является главной резиденцией вождей клана.

### XV—XVI века — войны кланов
В XV веке клан Чисхолм стал известен благодаря многочисленным угонам скота в других шотландских кланах. В те времена нападения и похищения скота считались не только обычным явлением, но даже доблестью. В 1498 году Уиланд Чисхолм из Комара с людьми своего клана похитил 56 волов, 60 коров, 300 овец, 80 свиней и 15 лошадей, принадлежавших к тому Хью Роузу из клана Роуз.
Позже в 1513 году Уиланд Чисхолм из Комара и сэр Александр Макдональд из Гленгарри посетили сэра Дональда Макдональда из Лохалша после возвращения с поля сражения при Флоддене, и они решили осуществить военный поход на клан Аркарт. Некоторые источники говорят, что клан Макдональд захватил замок Аркарт (Уркухарт) и владел им три года, несмотря на попытки клана Грант выбить их оттуда.

### XVII века — Гражданская война на Британских островах
В 1647 году Александр Чисхолм был назначен в совет, который организовывал оборону Инвернесса от имени ковенантеров против роялистов. В 1653 году в люди из клана Чисхолм угнали скот клана Манро и клана Фрейзер, но они были, однако, взяты в плен и доставлены в суд, где им приказали вернуть все стада и оплатить вождям кланов Манро из Фоулиса и Фрейзер 1 000 фунтов штрафа.
После Реставрации монархии и восстановления власти Стюартов в 1660 году, Александр пошел по стопам отца, став судьей, и в 1674 году был назначен шерифом Инвернесса. Пребывание на этой должности заставило его воевать с кланом Макдональд, в 1679 году ему было приказано мобилизовать тысячу человек из графства, чтобы подавить восстание, которое подняли некоторые члены клана, и в 1681 году он возглавил коалицию и подавлял это восстание огнем и мечом.

### XVIII века — восстание якобитов
В 1715 году во время первого якобитского восстания Родерик Макян Чисхолм поддержал восстание . Чисхолм из Крокфина привел 200 воинов клана на битву при Шериффмуре (шотл. — Sherrifmuir) в 1715 году, где повстанцы потерпели поражение. Некоторые члены клана Чисхолм приняли участие в восстании 1719 года. Боевые действия велись на западе Шотландии, люди из клана Чисхолм использовались как разведчики. Клан Чисхолм не принимал участия в битве при Гленшил] (шотл. — Glenshiel). Якобиты потерпели поражение, а земли шотландских кланов, принимавших участие в восстаниях, были конфискованы и переданы короне. Вождь клана Родерик был помилован в 1727 году, но имущество ему не вернули. Но позже эти имения были переданы старшему сыну Родерика — Александру Чисхолму Младшему из Комара.
Во время очередного восстания якобитов в 1745 году Родерик Чисхолм поддержал якобитов. Его сын — Родерик Ог Чисхолм возглавил клан в битве при Каллодене в 1746 году, командовал очень небольшим полком численностью около 80 человек, где он был убит вместе с другими 30 членами клана. Следует отметить, однако, что два сына Родерика — Джеймс и Джон были капитанами в британской армии герцога Камберленда.

### Замки клана Чисхолм
Резиденцией вождей клана Чисхолм долгое время был замок Комар-Лодж (шотл. гэл. Comar Lodge), но потом основной резиденцией вождей стал замок Эрхлесс (шотл. гэл. Erchless Castle). Но этот замок вождь клана продал в 1937 году.

### Нынешний вождь клана Чисхолм
Нынешним вождем клана является Эндрю Фрэнсис Хэмиш Чисхолм из Чисхолма (шотл. гэл. Andrew Francis Hamish Chisholm of Chisholm) — 33-й вождь клана. Он сменил на посту своего отца, вождя Аласдера Хэмиша Уиланда Эндрю Фрейзера Чисхолма (шотл. гэл. Alastair Hamish Wiland Andrew Fraser Chisholm), который умер в 1997 году.

## Вожди клана
- Джон де Чисхолм, 1-й вождь клана
- Ричард де Чисхолм, 2-й вождь клана, сын предыдущего
- Сэр Джон де Чисхолм, 3-й вождь клана, сын предыдущего
- Александр де Чисхолм, 4-й вождь клана, сын предыдущего
- Сэр Роберт де Чисхолм, 5-й вождь клана, сын предыдущего
- Сэр Роберт де Чисхолм, 6-й вождь клана, сын предыдущего
- Сэр Джон де Чисхолм, 7-й вождь клана, сын предыдущего
- Александр де Чисхолм, 8-й вождь клана, сын предыдущего
- Томас де Чисхолм, 9-й вождь клана, сын предыдущего
- Александр ден Чисхолм (ум. 1432), 10-й вождь клана, сын предыдущего
- Уиланд де Чисхолм, 11-й вождь клана, младший брат предыдущего
- Уиланд де Чисхолм, 12-й вождь клана, сын предыдущего
- Джон Чисхолм, 13-й вождь клана, сын предыдущего
- Александр Чисхолм (ум. 1590), 14-й вождь клана, сын предыдущего
- Томас Чисхолм (ум. ок. 1590), 15-й вождь клана, старший сын предыдущего
- Джон Чисхолм, 16-й вождь клана, младший брат предыдущего
- Александр Чисхолм, 17-й вождь клана, сын предыдущего
- Александр Чисхолм, 19-й вождь клана, старший сын предыдущего
- Джон Чисхолм, 20-й вождь клана, сын предыдущего
- Родерик Чисхолм (1697—1767), 21-й вождь клана, сын предыдущего
- Александр Чисхолм (ум. 1785), 22-й вождь клана, сын предыдущего
- Александр Чисхолм (ум. 7 февраля 1793), 23-й вождь клана, сын предыдущего
- Уильям Чисхолм (ум. 22 марта 1817), 24-й вождь клана, младший брат предыдущего
- Александр Уильям Чисхолм (15 февраля 1810 — 8 сентября 1838), 25-й вождь клана, старший сын предыдущего
- Дункан Макдонелл Чисхолм (5 августа 1811 — 14 сентября 1858), 26-й вождь клана, младший брат предыдущего
- Джеймс Сазерленд Чисхолм (1806 — 28 мая 1885), 27-й вождь клана, сын Родерика Чисхолма (ум. 1832), в Арчибальда Чисхолма и правнук Александра Чисхолма из Muckerach, младшего брата Родерика Чисхолма, 21-го вождя клана Чисхолм
- Родерик Дональд Мэтисон Чисхолм (20 сентября 1862 — 4 апреля 1887), 28-й вождь клана, сын предыдущего
- Джеймс Чисхолм Гуден-Чисхолм (род. 29 сентября 1816), 29-й вождь клана, сын Джеймса Гудена и Мэри Чисхолм, дочери Александра Чисхолма (ум. 1793), 23-го вождя клана Чисхолм
- Чисхолм Гуден-Чисхолм (27 сентября 1856 — 10 декабря 1929), 30-й вождь клана, старший сын предыдущего
- Родерик Гуден-Чисхолм (30 января 1864 — 14 июня 1943), 31-й вождь клана, младший брат предыдущего. Принял фамилию Чисхолм из Чисхолма
- Аласдер Хэмиш Уиланд Эндрю Фрейзер Чисхолм из Чисхолма (5 октября 1920 — 3 апреля 1997), 32-й вождь клана, старший сын Уайлена Макуистена Гудена-Чисхолма (1894—1929), внук предыдущего
- Эндрю Фрэнсис Хэмиш Чисхолм из Чисхолма (род. 28 сентября 1956), 33-й вождь клана, единственный сын предыдущего.